# Новиков, Пётр Георгиевич
Пётр Георгиевич Новиков (18 декабря 1907, Верхняя Кондрата, Чистопольский район — август 1944, Флоссенбюрг, Бавария) — советский военный деятель, генерал-майор (1940), участник Гражданской войны в Испании, Советско-финской и Великой Отечественной войн. В 1942 году попал в немецкий плен, убит в концлагере Флоссенбюрг в 1944 году.

## Биография
Родился 18 декабря 1907 года в деревне Верхняя Кондрата Чистопольского уезда Казанской губернии в крестьянской семье крещёных татар. Окончил сельскую школу, а впоследствии — начальное училище. В 1923 году поступил в казанскую пехотную школу Рабоче-Крестьянской Красной Армии. Окончив её, вплоть до 1937 года командовал рядом стрелковых подразделений РККА.

### Гражданская война в Испании
В 1937—1938 годах в должности командира батальона принимал участие в гражданской войне в Испании на стороне Республиканской армии против франкистов. Вернувшись в СССР, командовал 241-м стрелковым полком 95-й Молдавской стрелковой дивизии. В этой должности Новиков принимал участие в Советско-финской войне 1939—1940 годов. После окончания войны продолжал командовать 241-м стрелковым полком 95-й стрелковой дивизии, затем был назначен командиром 2-й кавалерийской дивизии. 12 октября 1941 Новикову было присвоено звание генерал-майора.

### Великая Отечественная война
В начале Великой Отечественной войны принимал участие в сражениях на Южном фронте. После эвакуации из Одессы в октябре 1941 года Новиков был назначен командиром 109-й стрелковой дивизии. В этой должности он принимал участие в обороне Севастополя. Когда главную базу Черноморского флота (командующий — адмирал Ф. С. Октябрьский) перевели в Новороссийск, был назначен вторым по рангу командиром Севастопольского оборонительного района (СОР) (после генерала И. Е. Петрова).

### В плену
2 июля группа сторожевых катеров (СКА-0112, СКА-0124 и СКА-028), на которых эвакуировался Новиков со своим штабом, была перехвачена и обстреляна шестью немецкими торпедными катерами. Генерал-майор Новиков попал в плен.
Воспоминания И. А. Зарубы написаные в 1966 году хранятся в документальном фонде Государственного музея героической обороны и освобождения Севастополя. Рукопись полностью не публиковалась, но ее фрагменты вошли в книги И. С. Маношина и Н. С. Шестакова. Ученых интересовали в основном обстановка на 35-й батарее 30 июня — 2 июля 1942 года и обстоятельства пленения в море генерал-майора П. Г. Новикова, свидетелем которых оказался И. А. Заруба.
В Симферопольской тюрьме рядом на койках с т. Новиковым я лежал около месяца, через месяц его увезли, а я еще лечился до 30 августа и уже мог ходить. Т[ов]. Новикова возили в Севастополь к Манштейну. На мой вопрос: «Зачем Вас туда возили?» он рассказал мне, что с ним разговаривал фельдмаршал Манштейн, интересовался, как я себя чувствую, не обижают ли, почему не в форме, приказал одеть форму, расхваливал доблесть и геройство наших солдат. Предлагал работать на них. Я ему сказал только несколько слов: «Я солдат и останусь верен присяге до конца, а за похвалу спасибо». Да, он остался солдатом, верным своей Родине до конца своей жизни, в этом я убедился, когда вновь увидел его в 1943 г. в лагере Флоссенбург, где он погиб от побоев и рабского труда.

Участник обороны Севастополя старший лейтенант в отставке Л. Некрашевич вспоминал:
Фашисты во Владимиро-Волынском концлагере в середине построили кирпичную стену. Каждый день с двух сторон этой стены на железных крюках вешали военнопленных. Это было сделано для устрашения наших воинов. Однажды в лагерь приехали офицеры-власовцы в сопровождении немцев. Они к этой стене поставили стол, накрытый вкусной едой и водкой.
— Кто хочет записаться в армию Власова, подходите к столу! — крикнул один из офицеров, однако никто с места не тронулся. 
«Хорошо, если вы боитесь, ваши генералы покажут вам пример, — сказал власовец со злобой, тут же конвой привёл трёх советских генералов. Новикова я тут же узнал»…
 — Генерал Новиков! Вы в Севастополе сражались героически. И здесь покажите пример. Первым запишитесь в армию Власова, — сказал ему продажный генерал. 
Пётр Георгиевич встал прямо как под командой «смирно» и крикнул: — Ты, подонок, ты разве не знаешь, что коммунисты никогда не предают свою Родину. 
Воодушевившись смелому ответу, пленные зааплодировали. Это было неожиданностью для фашистов. Они, не дожидаясь команды, открыли по военным автоматный огонь".
 Новиков был переправлен в Германию, где его поместили в офицерский концентрационный лагерь Хаммельбург, где он руководил тайной организацией. В конце 1942 года по доносу одного из предателей он был переведён в концентрационный лагерь Флоссенбюрг. В 1944 года Новиков был убит. Н. Панасенко и В. Володченкова, бывшие узниками этого лагеря, вспоминали:
Режим этого лагеря был особенно жёстким. Пленных, в том числе и генералов, морили голодом, мучили на тяжёлых работах, за незначительные провинности жестоко избивали.
В один из холодных зимних дней генерал П. Новиков вместе с другими пленными работали на одном кирпичном заводе. У одного из пленных изо рта пошла кровь. У него закружилась голова, и он упал на землю.
Новиков и ещё несколько человек завели его в тёплое место. Однако надзирателю это не понравилось, и фашист начал пинать пленного. Новиков же выступил против, защищая пленного.
После этого гитлеровец бросился на него, как хищник. Обессиленный от голода и тяжёлой работы, советский генерал потерял сознание и упал на железную печь. 
Лагерные врачи подтвердили кровоизлияние в мозг. К вечеру ещё живое тело генерала бросили в крематорий и сожгли. Этот факт подтверждён Е. Бродским, учёным, работавшим в фашистских архивах, где гитлеровцы сами заполняли документы. Известный земляк, прославленный генерал погиб вот так.

## Награды
- Орден Красного Знамени (1940)[2][1]
- Медаль «За отвагу».

## Память
Именем генерала П. Г. Новикова названа улица в городе Балаклава (Крым).